# Come Around Sundown
Come Around Sundown é o quinto álbum de estúdio da banda norte-americana de rock Kings of Leon, lançado em 15 outubro de 2010 na Alemanha, 18 de outubro no Reino Unido e 19 de outubro nos Estados Unidos. Estreou na segunda posição da Billboard 200, com 184 mil cópias vendidas na primeira semana.
O primeiro single deste álbum, "Radioactive", estreou em 8 de setembro no site oficial da banda e ao mesmo tempo foi liberado um video clipe para a canção. No dia seguinte, a música estreou oficialmente nas rádios da Austrália.
Em uma entrevista o vocalista e guitarrista, Caleb Followill, informou que esse disco teve referências como Nirvana e Pearl Jam, sendo assim, o CD se tornaria mais grunge.

## Faixas
| N.º | Título            | Duração |  |
| 1.  | "The End"         | 4:23    |  |
| 2.  | "Radioactive"     | 3:26    |  |
| 3.  | "Pyro"            | 4:10    |  |
| 4.  | "Mary"            | 3:25    |  |
| 5.  | "The Face"        | 3:28    |  |
| 6.  | "The Immortals"   | 3:28    |  |
| 7.  | "Back Down South" | 4:01    |  |
| 8.  | "Beach Side"      | 2:51    |  |
| 9.  | "No Money"        | 3:05    |  |
| 10. | "Pony Up"         | 3:04    |  |
| 11. | "Birthday"        | 3:15    |  |
| 12. | "Mi Amigo"        | 4:06    |  |
| 13. | "Pickup Truck"    | 4:44    |  |

## Recepção e vendas
| Críticas profissionais | Críticas profissionais |
| Avaliações da crítica  | Avaliações da crítica  |
| Fonte                  | Avaliação              |
| ---------------------- | ---------------------- |
| Metacritic             | 66%                    |
| Allmusic               | 2.5 de 5 estrelas.     |
| BBC Music              | Favorável              |
| BLARE Magazine         | 4.5 de 5 estrelas.     |
| Chicago Tribune        | 2 de 4 estrelas.       |
| Clash                  | 8/10                   |
| Consequence of Sound   | 3 de 5 estrelas.       |
| Drowned in Sound       | 3/10                   |
| Entertainment Weekly   | B-                     |
| The Guardian           | 2 de 5 estrelas.       |
| NME                    | 5/10                   |
| Rolling Stone          | 4 de 5 estrelas.       |
| Slant                  | 3 de 5 estrelas.       |

Come Around Sundown foi bem recebido pelos criticos. De dezenove reviews, o website Metacritic deu ao álbum 66% de aprovação, que indica "uma recepção favoravel". Junto com seu predecessor, Only By the Night, esse é o pior índice de aproveitamento de um álbum da banda, enquanto Youth and Young Manhood e Because of the Times ganharam 79%.
O álbum estreou em primeiro lugar na Alemanha, Austrália, Áustria, Bélgica (Flanders), Canadá, Escócia, Irlanda, Suíça e no Reino Unido. Na Inglaterra, o álbum vendeu 183 mil unidades na primeira semana, a maior quantidade de cópias vendias por um álbum em uma semana no Reino Unido em 2010 até o momento, além de quebrar o recorde de maior número de downloads digitais de um álbum com mais de 49 mil downloads.

### Tabelas musicais
| Tabelas (2010)                  | Melhor posição |
| ------------------------------- | -------------- |
| Alemanha Albums Chart           | 1              |
| Austrália Albums Chart          | 1              |
| Áustria Albums Chart            | 1              |
| Bélgica Albums Chart (Flanders) | 1              |
| Bélgica Albums Chart (Wallonia) | 13             |
| Canadá Albums Chart             | 1              |
| Holanda Albums Chart            | 2              |
| França Albums Chart             | 27             |
| Hungria Albums Chart            | 40             |
| Irlanda Albums Chart            | 1              |
| Escócia Albums Chart            | 1              |
| Suécia Albums Chart             | 10             |
| Suíça Album Charts              | 1              |
| UK Albums Chart                 | 1              |
| Billboard 200                   | 2              |

### Certificações
| País           | Certificador | Certificações (Vendas) |
| -------------- | ------------ | ---------------------- |
| Alemanha       | BVMI         | Ouro                   |
| Austrália      | ARIA         | 2× Platina             |
| Europa         | IFPI         | Platina                |
| Canadá         | Music Canada | Platina                |
| Polônia        | ZPAV         | Platina                |
| Nova Zelândia  | RIANZ        | Platina                |
| Reino Unido    | BPI          | 3× Platina             |
| Estados Unidos | RIAA         | Ouro                   |